# A marslakók második inváziója
A marslakók második inváziója (oroszul: Второе нашествие марсиан) Arkagyij és Borisz Sztrugackij 1966-ban írt, 1967-ben a Bajkál (Байкал) folyóiratban megjelent szatirikus sci-fi regénye. Magyarul először 1974-ben Thewrewk Aurél (szerk.): A marslakók második inváziója című antológiában, Apostol András fordításában adták ki.
A testvérpár egyik legvitatottabb műve, amely lényegében nem engedi, hogy az olvasó valamelyik szereplő oldalára álljon. A történet címe H. G. Wells. Világok harca című regényére utal, az Egy józan gondolkodású férfi feljegyzései alcím pedig Gogol: Egy őrült naplója című művére. A marslakók gyakorlatilag nem jelennek meg a történetben.

## Előzmények
A téma (hogy idegen lények hatolnak be a Földre) már korábban is foglalkoztatta a testvéreket. A század ragadozó tárgyai főszereplője, Zsilin, szerint a Wells-féle marslakóknak manapság nem lenne szüksége hősugarakra, erőszakra. Elég lenne felajánlani az embereknek az illuzórikus létet, az elmerülés lehetőségét a virtuális világban. A történet vázlatát 1966 áprilisában készítették el, és olyan sikeresnek bizonyult, hogy a szerzők a megjelenés előtt lényegében semmit sem változtattak rajta. Az orosz folyóirat- és könyvkiadások szövegei gyakorlatilag nem különböztek egymástól.

## Történet
|  | Alább a cselekmény részletei következnek! |

A történet egy ismeretlen városban és országban játszódik. Minden szereplőnek és néhány helynek jellegzetesen görög neve van, de a cselekményben nincs semmi a görög kultúrára jellemző.
A regény főszereplője egy idős özvegy tanár, Apollón, aki egy háztartásban él a házvezetőnőjével, Hermionéval, Artemisszel, a kicsapongó lányával és vejével, Kharonnal, a városi újság szerkesztőjével. Feltehetően csak nemrég mehetett nyugdíjba, mivel már nem dolgozik, de nyugdíjat még nem kap. A nyugdíja témája messze a legfontosabb gondja a leírt két hét alatt. A nyugdíja folyósítás előtt áll, a megadandó fokozattal és az ennek megfelelő összeggel kapcsolatos miniszteri döntésre vár.
Ugyanakkor nagyon furcsa dolgok történnek a közeli városban, majd az ő településén. Kezdetben a szokatlan robbanások és fényhatások jelentős pánikot és még nagyobb érdeklődést váltottak ki a közvéleményben, de fokozatosan széles körben elfogadottá válik, ha nem is értik, hogy az országot (és talán az egész bolygót) a marslakók megszállták, bár még senki nem látta őket a saját szemével.
Hamar kiderül, hogy a földönkívüliek (akár marslakók, akár nem) ismeretlen okokból nagyra értékelik a gyomornedvet, és hajlandók bőven fizetni is érte. Még az emberek hallgatólagos támogatását is megkapják, mert azok örülnek az új bevételnek. A drogkereskedelmet felszámolják, a helyi maffiát pedig letartóztatják. A gyógyszerek használata ugyanis rontja a gyomornedv minőségét. Néhányan fegyveres ellenállási egységet hoznak létre, kevés sikerrel. Kharon, aki részt vesz a marslakók elleni harcokban, még egy drogdílertől elkobzott autót is kap tőlük. Hamarosan a marslakók bejelentik a fegyveres erők feloszlatását és a csatornák építését a városban.
A gazdák azért is örülnek, mert az új kormány a szokásosnál drágábban vásárolta meg tőlük a teljes termést, és új, nagyon gyorsan fejlődő gabonafajtával látta el őket. Igaz, ebből a gabonából csak kék színű kenyeret lehet készíteni, amit hamar elfogad mindenki. Ily módon az emberek fokozatosan megbékélnek azzal, amin képtelenek vagy nem akarnak változtatni, sőt bizonyos pozitívumokat is találnak az új helyzetben. Elfogadják, sőt sokan hasznot is húznak belőle. A marslakók jelenlétére csak az éjszakai csendben hallható légi járművek emlékeztetnek. Amikor a földönkívüliek elrendelik, hogy minden gyógyszertárból távolítsák el a gyógyszereket, Apollón és Akhilleusz gyógyszerész annyira belemerült a bélyegekről és a piáról szóló vitába, hogy észre sem vették az idegeneket.
|  | Itt a vége a cselekmény részletezésének! |

## Szereplők
- Apollón, nyugalmazott tanár, filatelista
- Artemisz, Apollón lánya, Kharon felesége
- Kharon, Apollón veje, a városi újság szerkesztője
- Hermioné, Apollón örökké civakodó házvezetőnője
- Nikosztrátosz  – a városháza titkára, az invázió során szerelmi viszonyban volt Artemisszel
- Laomedont, városi maffiózó, drogdíler
- Akhilleusz, városi gyógyszerész, filatelista
- Madame Perszephoné, a helyi bordélyház vezetője
- Minótaurusz, városi munkás, alkoholista
- Pantarhei, városi rendőr, akit rendkívüli falánkság és butaság jellemez
- Japetusz, a fogadó tulajdonosa
- Polüphémusz, féllábú nyugdíjas katona
- Mürtilosz, korábban farmer
- Kronosz, levéltáros

## Megjelenések

### Magyarul
- Thewrewk Aurél (szerk.): A marslakók második inváziója (Táncsics Kiadó, Bp., 1974, ford.: Apostol András)[3]
- Arkagyij Sztrugackij · Borisz Sztrugackij: Világvége a szomszédban: A marslakók második inváziója (Metropolis Media, Bp., 2018, ford.: Apostol András)[4][5]

## Más szerzők által írt folytatások
- Daniel Kluger: Modern idők (1998, novella)
- Szergej Nyikolajevics Szinyakin: A marslakók harmadik inváziója (2006)